# Unravel
「unravel」（アンラベル）は、日本のロックバンド・凛として時雨のギター・ボーカルであるTKがTK from 凛として時雨名義として、2014年7月23日にソニー・ミュージックアソシエイテッドレコーズから発売された1枚目のシングル。
表題曲の「unravel」は、テレビアニメ『東京喰種トーキョーグール』のオープニングテーマとして書き下ろされ、TKの代表曲の1つとされている。また、Spotifyが日本上陸5周年を記念したランキングで「過去5年間に海外で最も再生された日本のアーティストの楽曲」にて1位を獲得するなど、アニメとともに海外でも人気の楽曲となっている。

## 背景
「unravel」は『東京喰種トーキョーグール』の原作者である石田スイによる熱烈なオファーを受けて制作された。TKは依頼を受けてから原作漫画を読み込み、その世界観にすぐに引き込まれたと語っている。

また、主題歌担当が発表された際、TK自身は本楽曲について次のようなコメントをしている。
| 「                    | ライブを見に来て頂いたあの日から、ゆっくりと見えない糸を辿って気付けば同じ物語の中へ。 狂気とその影にある儚さが映す「命」を僕なりに描かせて頂きました。 まるで虚像の中にある真実を見てる様な感覚から僕が抜け出せなくなった様に、 少しでも多くの方がこの世界に触れてくれることを願っています。 | 」 |
| —TK from 凛として時雨 | |    |

## リリースとプロモーション
2014年5月30日に「unravel」のショート音源がYouTube上にて突如公開され、後に7月からTOKYO MX他にて放送されるテレビアニメ『東京喰種トーキョーグール』の主題歌として書き下ろしたものと発表された。同時に自身初のシングル「unravel」をリリースすることも発表された。 
2014年6月17日に1stシングルの収録内容が発表された。CDには表題曲の「unravel」に加え、カップリングとして新曲「Fu re te Fu re ru」とインストゥルメンタルナンバー「Acoustic Installation」が収録され、通常版の他に2014年3月13日に行われた「TK Acoustic & Electric TOUR 2014 "Killing you softly"」からのライブ映像を7曲収録したDVDが付属する初回限定版と「unravel」のTVサイズバージョンが収録される期間限定版の3仕様で発売される。なお、期間限定版のCDジャケットは石田スイが描き下ろしたものである。
2014年6月18日に放送の『SCHOOL OF LOCK!』内にて「unravel」がフルオンエアされた。
2014年8月13日にCD購入者を対象としたライブが都内某レコーディングスタジオで行われる。限定20名のライブで、応募には初回限定盤もしくは期間限定盤に付属している専用ハガキが必要となる。

## チャート成績
2014年7月30日付の「Billboard Japan Hot 100」では6位、「Billboard Japan Hot Animation」では2位に初登場。2014年の年間ランキングでは「Billboard Japan Hot Animation」にて15位を記録した。
2021年に発表されたSpotifyが日本上陸5周年を記念したランキングで「過去5年間に海外で最も再生された日本のアーティストの楽曲」にて1位を獲得した。また、2020年11月19日にSpotifyにおける本楽曲の累計再生回数が1億回を突破した。Spotifyでの1億回再生突破は日本のアーティストの楽曲としてLiSA「紅蓮華」に続いて2作目となった。以降は2022年3月9日に2億回、2024年3月30日に3億回を突破した。

## ミュージックビデオ
2014年7月8日にミュージックビデオのショートバージョンがYouTubeにて公開された。番場秀一が映像監督を務めており、TK、ドラマーのBOBO、ベーシストの日向秀和、ピアニストの平井真美子、ヴァイオリニストの須原杏による演奏と、ダンサーによるパフォーマンスを交えた映像となっている。2020年7月23日にはミュージックビデオのフルバージョンがYouTubeにて公開された。
2024年4月2日時点で「unravel」のミュージックビデオのフルバージョンはYouTube上で5134万回再生を記録している。

## テレビ披露
2022年3月18日に日本テレビで放送された『MUSIC BLOOD』にて「unravel」をテレビ初披露した。

## 収録内容

### 初回生産限定盤・通常盤
| 全作詞・作曲: TK。 |                           |       |            |      |
| #                  | タイトル                  | 作詞  | 作曲・編曲 | 時間 |
| 1.                 | 「unravel」               | TK    | TK         | 4:00 |
| 2.                 | 「Fu re te Fu re ru」     | TK    | TK         | 3:38 |
| 3.                 | 「Acoustic Installation」 | TK    | TK         | 6:04 |
| 合計時間:          | 合計時間:                 | 13:44 |            |      |

| TK Acoustic & Electric TOUR 2014 "Killing you softly" |                    |       |            |
| #                                                     | タイトル           | 作詞  | 作曲・編曲 |
| 1.                                                    | 「罪の宝石」       |       |            |
| 2.                                                    | 「CRAZY感情STYLE」 |       |            |
| 3.                                                    | 「fourth」         |       |            |
| 4.                                                    | 「seacret cm」     |       |            |
| 5.                                                    | 「white silence」  |       |            |
| 6.                                                    | 「Re:automation」  |       |            |
| 7.                                                    | 「Sergio Echigo」  |       |            |
| 合計時間:                                             | 合計時間:          | 38:40 |            |

### 期間限定生産盤
| #         | タイトル                  | 作詞  | 作曲・編曲 | 時間 |
| --------- | ------------------------- | ----- | ---------- | ---- |
| 1.        | 「unravel」               |       |            | 4:00 |
| 2.        | 「Fu re te Fu re ru」     |       |            | 3:38 |
| 3.        | 「Acoustic Installation」 |       |            | 6:04 |
| 4.        | 「unravel」(TV edit)      |       |            | 1:30 |
| 合計時間: | 合計時間:                 | 15:14 |            |      |

## スタッフ・クレジット

### 演奏
- TK – ボーカル, ギター
- 日向秀和 – ベース
- BOBO – ドラム (#1, #3)
- 柏倉隆史 – ドラム (#2)
- 平井真美子 – ピアノ
- 佐藤帆乃佳 – ヴァイオリン (#1, #3)
- 坂本圭 – フルート (#3)

### その他
- TK – アレンジ, プロデュース, レコーディング, ミックス

- 采原史明 – アシスタント・エンジニア

- テッド・ジェンセン – マスタリング・エンジニア

## 認定と売上
|                                | 認定（RIAJ） | 売上/再生回数      |
| ------------------------------ | ------------ | ------------------ |
| フィジカルCD                   | 未公表       | 10,112枚           |
| ダウンロード                   | プラチナ     | 250,000* DL        |
| ストリーミング                 | ゴールド     | 50,000,000* 回再生 |
| *認定のみに基づく売上/再生回数 |              |                    |

## 別バージョン

### unravel (acoustic version)
「unravel (acoustic version)」（あんらべる (アコースティック・ヴァージョン)）は、日本のロックバンド・凛として時雨のギター・ボーカルであるTKがTK from 凛として時雨名義として、2015年5月20日にソニー・ミュージックアソシエイテッドレコーズから発売された、1作目の配信限定シングル。

#### 概要
本楽曲は、テレビアニメ「東京喰種トーキョーグール√A」最終話の挿入歌として原曲の「unravel」にアコースティックアレンジを加えたバージョンとなっており、ボーカルも新たに録音されたものとなっている。
2016年9月7日にリリースされた2ndシングル『Signal』にカップリング曲として収録された。

## カバー
unravel
- Lia - 2019年12月18日発売のアルバム「REVIVES II -Lia Sings beautiful anime songs-」に収録。
- 松澤由美 - 2020年5月27日発売のアルバム「Yumi Matsuzawa AnimeSong Cover Album」に収録[29]。
- Mary's Blood - 2020年8月26日発売のアニソンカバーアルバム『Re>Animator』に収録[30][31]。
- 燐舞曲［青柳椿（加藤里保菜）、月見山渚（大塚紗英）、矢野緋彩（もものはるな）、三宅葵依（つんこ）］ - iOS/Androidのミュージックモバイルゲーム『D4DJ Groovy Mix』に収録。
- 高槻かなこ - 2021年発売のシングル『King of Anison EP1』に収録。
- εpsilonΦ　- カバーアルバム「ARGONAVIS Cover Collection -Marble-」（2021年11月17日発売）に収録。
- Morfonica［倉田ましろ（進藤あまね）］ - 2022年3月16日にゲーム『バンドリ! ガールズバンドパーティ!』に追加収録[32]。同年12月14日発売の『バンドリ！ ガールズバンドパーティ！ カバーコレクション Vol.7』でCD初収録。
- Ado - 2023年12月13日発売のアルバム「Adoの歌ってみたアルバム」に収録[33]。